# كونر
 كونر (بالإنجليزية: Konnor)‏ مصارع أمريكي محترف وهو أحد أعضاء فريق ذا أسينشن هو وزميله فيكتور الفريق الجديد في الدبليو دبليو اي، وقد كانا بطلا الفرق لعرض الأنكستي ولكنهم خسرو ضد سين كارا و زميله، وقد كان كونر سابقا تلميذ للمصارع السابق البيرتو ديل ريو في عرض ان اكس تي.

## روابط خارجية
- كونر على موقع IMDb (الإنجليزية)
- كونر على موقع قاعدة بيانات الفيلم (الإنجليزية)
- كونر على موقع دبليو دبليو إي (الإنجليزية)
- كونر على موقع CageMatch worker (الإنجليزية)
- كونر على موقع عالم المصارعة على الإنترنت (الإنجليزية)
- كونر على موقع عالم المصارعة على الإنترنت (الإنجليزية)